# 1391
| 1391               |
| ------------------ |
| Dødsfald - Fødsler |
|                    |

| Gregoriansk kalender | 1391 MCCCXCI            |
| Ab urbe condita      | 2144                    |
| Armensk kalender     | 840 ԹՎ ՊԽ               |
| Kinesiske kalender   | 4087 – 4088 庚午 – 辛未 |
| Etiopisk kalender    | 1383 – 1384             |
| Jødisk kalender      | 5151 – 5152             |
| Hindukalendere       |                         |
| - Vikram Samvat      | 1446 – 1447             |
| - Shaka Samvat       | 1313 – 1314             |
| - Kali Yuga          | 4492 – 4493             |
| Iransk kalender      | 769 – 770               |
| Islamisk kalender    | 793 – 794               |

Regent i Danmark: Margrete 1. 1387-1412 og senere formelt Erik 7. af Pommern 1396-1439
Se også 1391 (tal)